# Andreas Weimann
Andreas Weimann (ur. 5 sierpnia 1991 w Wiedniu) – austriacki piłkarz występujący na pozycji napastnika bądź ofensywnego pomocnika w angielskim klubie Blackburn Rovers i reprezentacji Austrii.

## Kariera klubowa

### Aston Villa
Po grze w drużynach juniorskich Rapidu Wiedeń, w 2007 r. Weimann przeszedł do Aston Villi występującej w angielskiej Premier League. Rok później rozpoczął grę w rezerwach klubu. Pierwsze występy dla drużyny seniorskiej zaliczył w lecie 2009, kiedy m.in. zdobył bramkę w meczu towarzyskim z Peterborough United oraz wystąpił w finale Pucharu Pokoju z Juventusem. 4 stycznia 2010 podpisał kontrakt z klubem, obowiązujący do czerwca 2012 roku.
14 sierpnia 2010, w ligowym zwycięstwie 3:0 z West Ham United, Weimann zaliczył debiut w Premier League, zmieniając w 86. minucie meczu Ashleya Younga. 19 sierpnia 2010 wystąpił w meczu kwalifikacyjnym Ligi Europy przeciwko byłemu klubowi– Rapidowi Wiedeń. W 80. minucie meczu zastąpił Marca Albrightona, jednak zmuszony był do przedwczesnego zejścia z boiska z powodu kontuzji kostki.

#### Wypożyczenia do Watford
19 stycznia 2011, po opuszczeniu pierwszej połowy sezonu, Weimann dołączył do Watford występującego w Championship na zasadzie wypożyczenia do końca sezonu. Zadebiutował 29 stycznia, w meczu Pucharu Anglii na Vicarage Road przeciwko Brighton & Hove Albion. 1 lutego zaliczył debiut w Championship, wychodząc w podstawowej jedenastce na mecz przeciwko Crystal Palace. Zdobył wtedy też pierwszą bramkę dla klubu, równocześnie jedyną dla Watford w remisie 1:1. Sezon 2010/11 Weimann zakończył z 18 ligowymi występami na koncie.
26 sierpnia 2011 Weimann podpisał nowy kontrakt z klubem, obowiązujący do 2014 roku. Tego samego dnia został ponownie wypożyczony do Watford. W barwach Szerszeni rozegrał jednak jedynie 3 mecze przed przedwczesnym powrotem do Aston Villi w wrześniu 2011.

#### Powrót do Aston Villi
W sezonie 2011/12 Weimann pełnił głównie rolę rezerwowego, rozpoczynając jednak 5 ligowych spotkań w podstawowej jedenastce. 10 marca 2012, w meczu przeciwko Fulham, zastąpił w 71. minucie Charlesa N'Zogbię i w doliczonym czasie gry strzelił zwycięskiego gola, ustanawiając wynik meczu na 1:0.
Podczas następnych dwóch sezonów Austriak pozostał podstawowym zawodnikiem The Villains, występując w lidze łącznie 67 razy i zdobywając 12 bramek. Do jednego z najlepszych występów Weimanna w barwach Aston Villi należy mecz przeciwko Manchesterowi United rozegrany 10 listopada 2012, w którym strzelił dwa gole i po zejściu z boiska otrzymał owację na stojąco od kibiców.             28 września 2013 zdobył także zwycięską bramkę w wygranej 3:2 z Manchesterem City na Villa Park.    3 maja 2014, w zwycięstwie 3:1 z Hull City, Weimann zdobył dwie bramki, potwierdzając utrzymanie klubu z Birmingham w najwyższej klasie rozgrywkowej.
Po tym, jak w lutym 2015 r. trenerem Aston Villi został Tim Sherwood, napastnik wystąpił jedynie w 7 spotkaniach, nie grając w żadnym z ostatnich 5 meczów ligowych sezonu 2014/15. Nie znalazł się także w kadrze meczowej na finał Pucharu Anglii przeciwko Arsenalowi.

### Derby County
18 czerwca 2015 Weimann dołączył do Derby County za nieujawnioną kwotę, wynoszącą według czasopisma Derby Evening Telegraph 2 miliony funtów, podpisując 4–letni kontrakt. Pierwszą bramkę dla klubu zdobył 31 października 2015, w zwycięstwie 3:0 z Rotherham United. Derby zakończyło sezon 2015/16 na 5. miejscu w tabeli, przegrywając jednak w półfinałowym dwumeczu baraży o awans z Hull City. Sam Weimann rozegrał łącznie 31 meczów ligowych i strzelił 4 bramki.

#### Wypożyczenie do Wolverhampton Wanderers
Po tym, jak w pierwszej połowie sezonu 2016/17 Weimann znalazł się tylko raz w wyjściowej jedenastce Baranów, został wypożyczony do ligowych rywali Derby– Wolverhampton Wanderers. Zadebiutował 28 stycznia 2017, strzelając bramkę w meczu Pucharu Anglii z Liverpoolem, zakończonym zwycięstwem 2:1. Austriak pełnił ważną rolę w walce klubu o utrzymanie w Championship, występując w 19 ligowych spotkaniach.

#### Powrót do Derby County
Po powrocie do Derby Austriakowi udało się przebić do podstawowej jedenastki, kończąc sezon 2017/18 łącznie z 42 ligowymi występami i 5 golami na koncie.

### Bristol City
3 lipca 2018 Weimann przeszedł do Bristol City za nieujawnioną kwotę, podpisując 3–letni kontrakt. 4 sierpnia 2018, w ligowym debiucie przeciwko Nottingham Forest, Weimann strzelił jedynego gola dla klubu w remisie 1:1. 30 marca 2019, w zwycięstwie 3:2 z Sheffield United strzelił pierwszego w karierze hat-tricka.
W jego pierwszych trzech sezonach w Bristol City Austriak pełnił rolę podstawowego napastnika klubu, zdobywając 21 bramek. W sezonie 2020/21 rozegrał jedynie 7 ligowe spotkań z powodu kontuzji więzadła krzyżowego, której doznał 24 października 2020 w meczu przeciwko Swansea City.
Sezon 2021/22 zakończył z 22 bramkami i 10 asystami w lidze na koncie, co stanowi do dzisiaj jego osobisty rekord. Taki wynik dał mu 3. miejsce w klasyfikacji strzelców Championship, jedynie za Dominicem Solanke (29 zdobytych bramek) i Aleksandrem Mitroviciem (43 zdobyte bramki). Na koniec sezonu został także nagrodzony tytułem Zawodnika Roku w klubie.

#### Wypożyczenie do West Bromwich Albion
15 stycznia 2024 Weimann dołączył do West Bromwich Albion na zasadzie wypożyczenia do końca sezonu. Zadebiutował 20 stycznia w porażce 0:2 z Norwich City, zastępując po 1. połowie Adama Reacha. 3 lutego 2024, w meczu przeciwko Birmingham City, Weimann strzelił pierwszego dla klubu, a zarazem zwycięskiego gola, ustalając wynik spotkania na 1:0. West Bromwich zakończyło sezon 2023/24 na 5. miejscu w tabeli, gwarantującym grę w barażach o awans do Premier League. Weimann rozegrał jedynie 6 minut w dwumeczu półfinałowym przeciwko Southampton, który The Baggies przegrali 1:3.

### Blackburn Rovers
1 sierpnia 2024 Weimann dołączył na zasadzie wolnego transferu do Blackburn Rovers, podpisując 1–roczny kontrakt. Debiut w nowym klubie zaliczył 9 sierpnia 2024 przeciwko Derby County, wchodząc na boisko w 65. minucie i strzelając jednego z czterech goli Rovers w tym meczu. 31 sierpnia, w derbach Wschodniego Lancashire z Burnley, Weimann zdobył wyrównującą bramkę, która na koniec sezonu została wybrana Golem Sezonu Blackburn Rovers. 1 marca 2025, w ligowym meczu przeciwko Norwich City, w 6. minucie doliczonego czasu gry Weimann strzelił gola, ustalającego wynik meczu na 1:1. Był to jego ostatni mecz sezonu, z powodu doznanej kilka dni później kontuzji kolana.

## Kariera reprezentacyjna
Weimann ma za sobą występy w reprezentacji Austrii U-17 i U-19. 5 września 2009 zadebiutował w reprezentacji U-21, zdobywając bramkę w meczu kwalifikacyjnym do Mistrzostw Europy U-21 przeciwko Szkocji. Weimann był także częścią składu Austrii na Mistrzostwa Europy U-19 w lipcu 2010. Wystąpił w każdym meczu fazy grupowej– z Holandią, Francją i Anglią.
12 października 2012 Weimann zadebiutował w seniorskiej reprezentacji, w meczu eliminacji do Mistrzostw Świata 2014 z Kazachstanem. W 84. minucie spotkania zakończonego remisem 0:0 zastąpił Martina Harnika. Ostatecznie Austrii nie udało się zakwalifikować na Mundial. W marcu 2022 Weimann znalazł się w kadrze na mecz baraży o awans do Mistrzostw Świata 2022 z Walią– pierwsze jego powołanie od ponad siedmiu lat.
10 czerwca 2022, w spotkaniu Ligi Narodów przeciwko Francji, strzelił pierwszego gola w reprezentacji, dającego Austrii remis 1:1. Weimann znalazł się także w składzie reprezentacji na Mistrzostwa Europy 2024, rozegrał jednak tylko jedną minutę w zwycięstwie 3:2 z Holandią.

## Statystyki

### Klubowe
(aktualne na dzień 17 marca 2025)
| Klub                           | Sezon              | Liga               | Liga  | Liga | Puchar Anglii | Puchar Anglii | Puchar Ligi | Puchar Ligi | Inne  | Inne | Suma  | Suma |
| Klub                           | Sezon              | Dywizja            | Mecze | Gole | Mecze         | Gole          | Mecze       | Gole        | Mecze | Gole | Mecze | Gole |
| ------------------------------ | ------------------ | ------------------ | ----- | ---- | ------------- | ------------- | ----------- | ----------- | ----- | ---- | ----- | ---- |
| Aston Villa                    | 2010/11            | Premier League     | 1     | 0    | 0             | 0             | 0           | 0           | 1     | 0    | 2     | 0    |
| Aston Villa                    | 2011/12            | Premier League     | 14    | 2    | 0             | 0             | 1           | 0           | —     | —    | 15    | 2    |
| Aston Villa                    | 2012/13            | Premier League     | 30    | 7    | 2             | 1             | 6           | 4           | —     | —    | 38    | 12   |
| Aston Villa                    | 2013/14            | Premier League     | 37    | 5    | 1             | 0             | 1           | 1           | —     | —    | 39    | 6    |
| Aston Villa                    | 2014/15            | Premier League     | 31    | 3    | 3             | 1             | 1           | 0           | —     | —    | 35    | 4    |
| Aston Villa                    | Ogólnie            | Ogólnie            | 113   | 17   | 6             | 2             | 9           | 5           | 1     | 0    | 129   | 24   |
| Watford (wyp.)                 | 2010/11            | Championship       | 18    | 4    | 1             | 0             | —           | —           | —     | —    | 19    | 4    |
| Watford (wyp.)                 | 2011/12            | Championship       | 3     | 0    | —             | —             | —           | —           | —     | —    | 3     | 0    |
| Watford (wyp.)                 | Ogólnie            | Ogólnie            | 21    | 4    | 1             | 0             | —           | —           | —     | —    | 22    | 4    |
| Derby County                   | 2015/16            | Championship       | 30    | 4    | 1             | 0             | 1           | 0           | 1     | 0    | 33    | 4    |
| Derby County                   | 2016/17            | Championship       | 11    | 0    | 0             | 0             | 1           | 0           | —     | —    | 12    | 0    |
| Derby County                   | 2017/18            | Championship       | 40    | 5    | 1             | 0             | 0           | 0           | 2     | 0    | 43    | 5    |
| Derby County                   | Ogólnie            | Ogólnie            | 81    | 9    | 2             | 0             | 2           | 0           | 3     | 0    | 88    | 9    |
| Wolverhampton Wanderers (wyp.) | 2016/17            | Championship       | 19    | 2    | 2             | 1             | —           | —           | —     | —    | 21    | 3    |
| Bristol City                   | 2018/19            | Championship       | 44    | 10   | 1             | 0             | 1           | 0           | —     | —    | 46    | 10   |
| Bristol City                   | 2019/20            | Championship       | 45    | 9    | 2             | 0             | 0           | 0           | —     | —    | 47    | 9    |
| Bristol City                   | 2020/21            | Championship       | 7     | 2    | 0             | 0             | 1           | 0           | —     | —    | 8     | 2    |
| Bristol City                   | 2021/22            | Championship       | 46    | 22   | 1             | 0             | 0           | 0           | —     | —    | 47    | 22   |
| Bristol City                   | 2022/23            | Championship       | 43    | 6    | 2             | 0             | 2           | 1           | —     | —    | 47    | 7    |
| Bristol City                   | 2023/24            | Championship       | 20    | 1    | 1             | 0             | 0           | 0           | —     | —    | 21    | 1    |
| Bristol City                   | Ogólnie            | Ogólnie            | 205   | 50   | 7             | 0             | 4           | 1           | —     | —    | 216   | 51   |
| West Bromwich Albion (wyp.)    | 2023/24            | Championship       | 12    | 2    | —             | —             | —           | —           | 1     | 0    | 13    | 2    |
| Blackburn Rovers               | 2024/25            | Championship       | 30    | 7    | 2             | 1             | 2           | 1           | —     | —    | 34    | 9    |
| Ogólnie w karierze             | Ogólnie w karierze | Ogólnie w karierze | 501   | 91   | 20            | 4             | 17          | 7           | 7     | 2    | 525   | 104  |

1. ↑  Występy w Lidze Europy
2. 1 2 3 4  Występy w barażach o awans do Championship

### Reprezentacyjne
(aktualne na dzień 17 marca 2025)
| Reprezentacja | Rok     | Mecze | Gole |
| ------------- | ------- | ----- | ---- |
| Austria       | 2012    | 2     | 0    |
| Austria       | 2013    | 8     | 0    |
| Austria       | 2014    | 3     | 0    |
| Austria       | 2015    | 1     | 0    |
| Austria       | 2022    | 7     | 1    |
| Austria       | 2024    | 5     | 1    |
| Ogólnie       | Ogólnie | 26    | 2    |

| Mecze i gole w reprezentacji | Mecze i gole w reprezentacji | Mecze i gole w reprezentacji          | Mecze i gole w reprezentacji | Mecze i gole w reprezentacji | Mecze i gole w reprezentacji |
| Lp.                          | Data                         | Miejsce                               | Przeciwnik                   | Wynik                        | Rozgrywki                    |
| ---------------------------- | ---------------------------- | ------------------------------------- | ---------------------------- | ---------------------------- | ---------------------------- |
| 1.                           | 10 czerwca 2022              | Ernst-Happel-Stadion, Wiedeń, Austria | Francja                      | 1:1                          | Liga Narodów 2022/23         |
| 2.                           | 23 marca 2024                | Tehelné pole, Bratysława, Słowacja    | Słowacja                     | 2:0                          | Mecz towarzyski              |

## Sukcesy

### Indywidualne
- Zawodnik Roku Bristol City: 2021/22